# Krabi
Krabi (in lingua thai: กระบี่) è una città minore (thesaban mueang) della Thailandia. Il territorio comunale occupa gran parte dei tambon Pak Nam e Krabi Yai, sottodistretti facenti parte del Distretto Amphoe Mueang Krabi, che è capoluogo della Provincia di Krabi, nel gruppo regionale della Thailandia del Sud.

## Geografia fisica
Si affaccia sulla costa occidentale della Penisola malese alla foce del fiume Krabi, nella baia di Phang Nga. La zona dell'estuario e le sue mangrovie formano una zona umida protetta secondo la Convenzione di Ramsar. Nel 2010 la popolazione comunale censita era di 52.867 abitanti.

## Economia
Il turismo è un settore trainante per l'economia della città. Dal porto cittadino partono traghetti e imbarcazioni minori che raggiungono alcune delle vicine isole. Tra queste vi sono le due Koh Phi Phi e Koh Lanta, che sono tra le più rinomate isole della Thailandia. Altre importanti spiagge sulla terraferma nei dintorni di Krabi sono Ao Nang e Railay beach. Vi sono inoltre diversi parchi nazionali al cui interno vi sono cascate e grotte naturali, come Khao Phanom Bencha e Than Bokk-horani.

## Infrastrutture e trasporti
Nel 1999 è stato inaugurato l'aeroporto di Krabi, scalo di diverse compagnie aeree, tra cui Thai Airways, Nok Air, Bangkok Airways, Thai Lion Air e AirAsia. Krabi è attraversata dalla strada nazionale 4 Phetkasem, che collega Bangkok con la Malesia.

## Galleria d'immagini

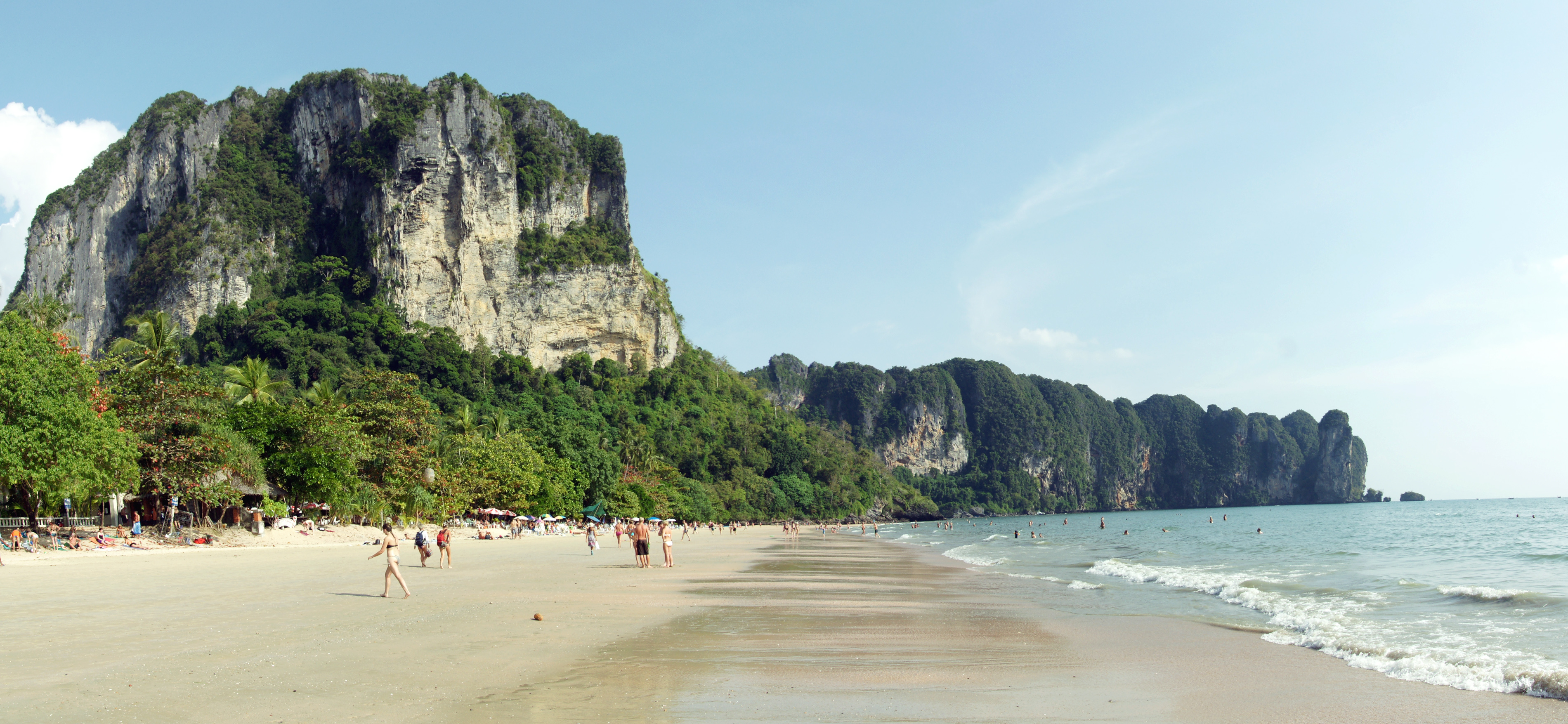
Spiaggia di Ao Nang
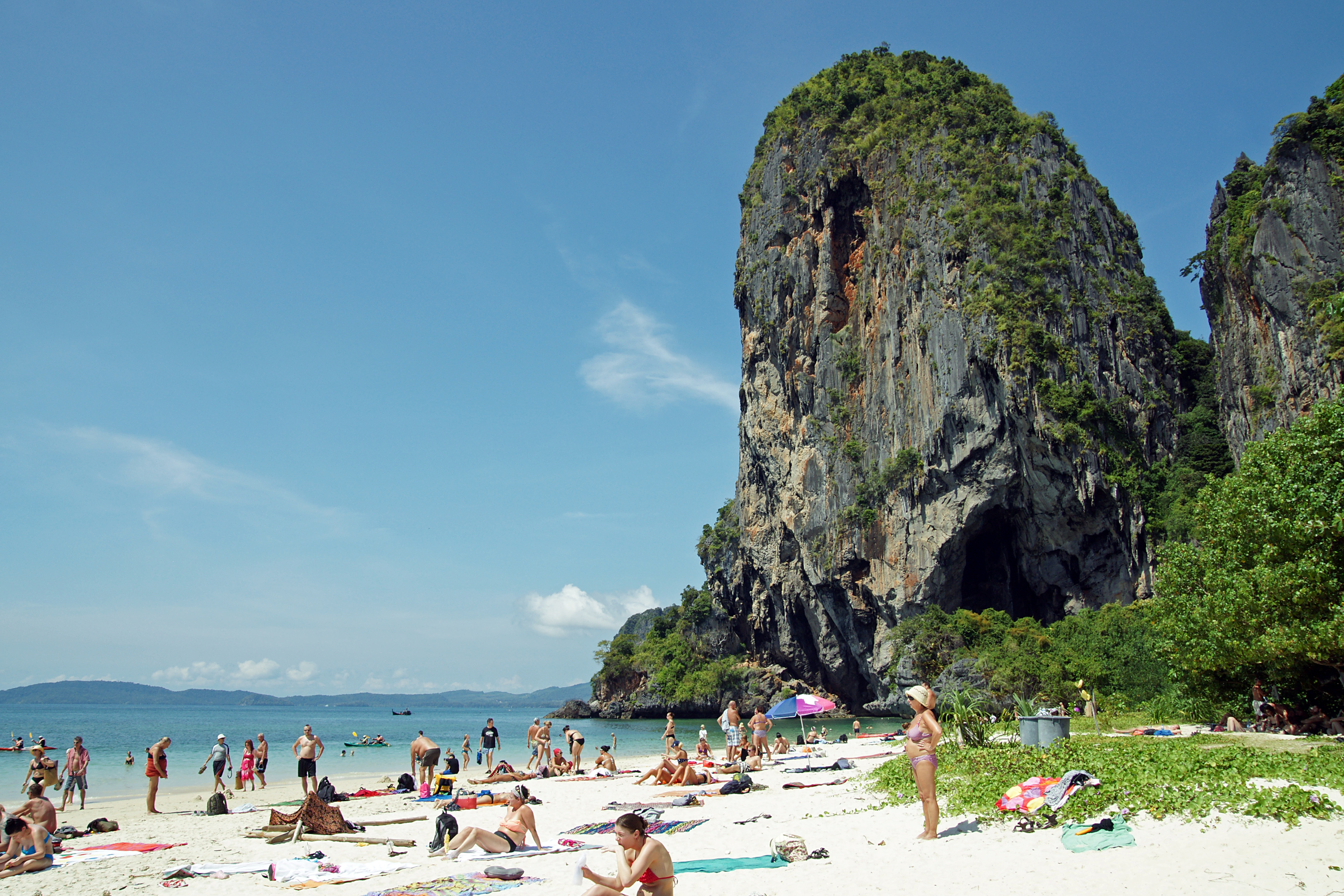
Spiaggia di Phra Nang